# Động vật hình rêu
Bryozoa, hay Polyzoa, Ectoprocta hoặc động vật hình rêu, là một ngành động vật không xương sống sinh sống trong môi trường nước. Chúng dài khoảng 0,5mm, chúng là các động vật ăn lọc, lọc các hạt thức ăn trong nước dùng lophophore, là một hàng tua với các lông mao. Hầu hết các loài sống trong biển phân bố ở các vực nước nhiệt đới, nhưng một số ít cũng xuất hiện trong các rãnh đại dương, và số khác được tìm thấy trong các vùng nước ở hai cực. Một lớp chỉ sống trong các môi trường nước ngọt, và một số ít loài trong hầu hết các lớp sống ở biển có thể thích nghi trong môi trường nước lợ. Có hơn 4.000 loài con sinh tồn đã được biết đến. Chỉ có một chi là sống đơn độc, còn lại sống thành tập đoàn.

## Hình ảnh

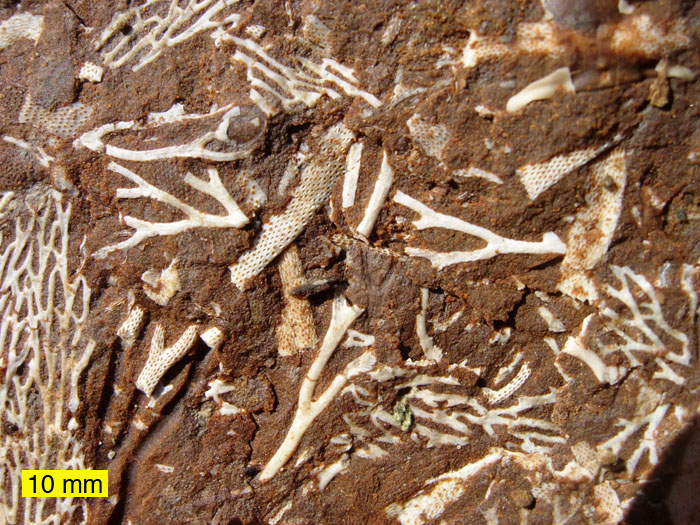
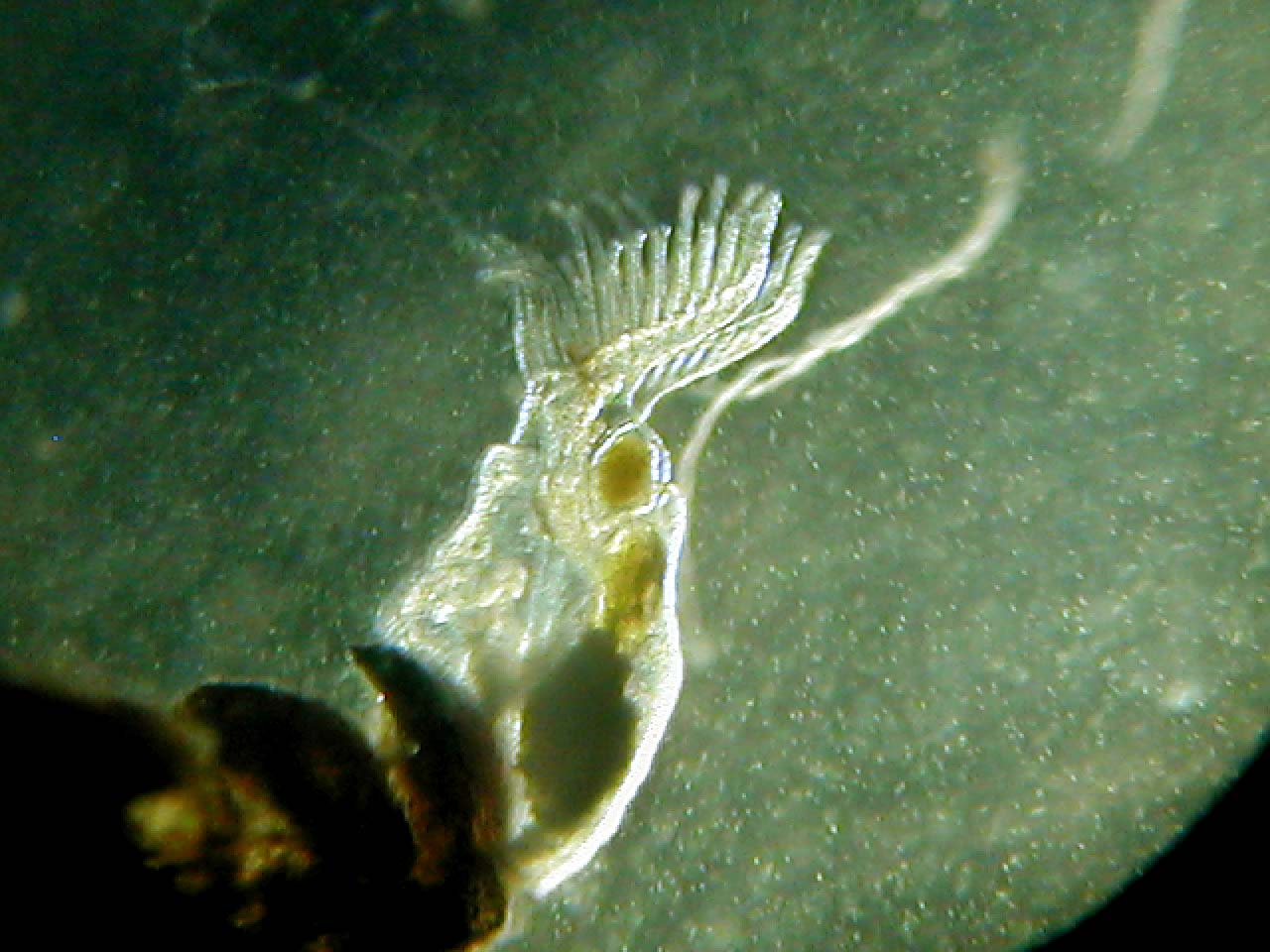
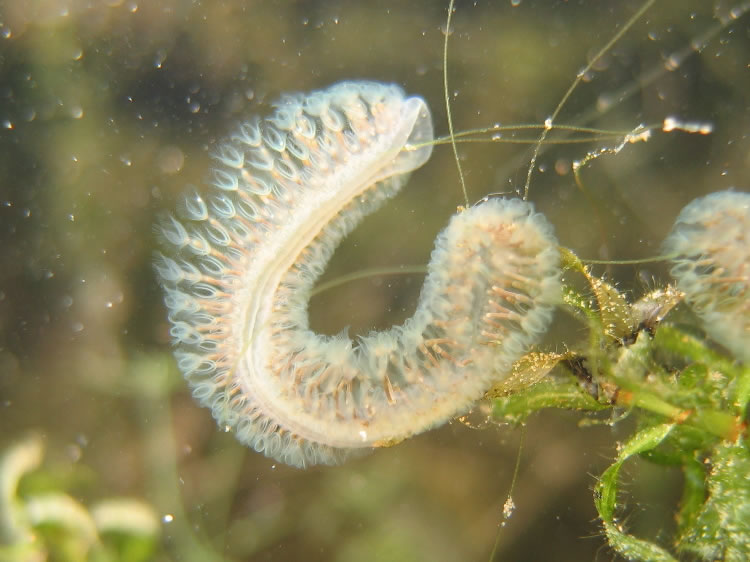
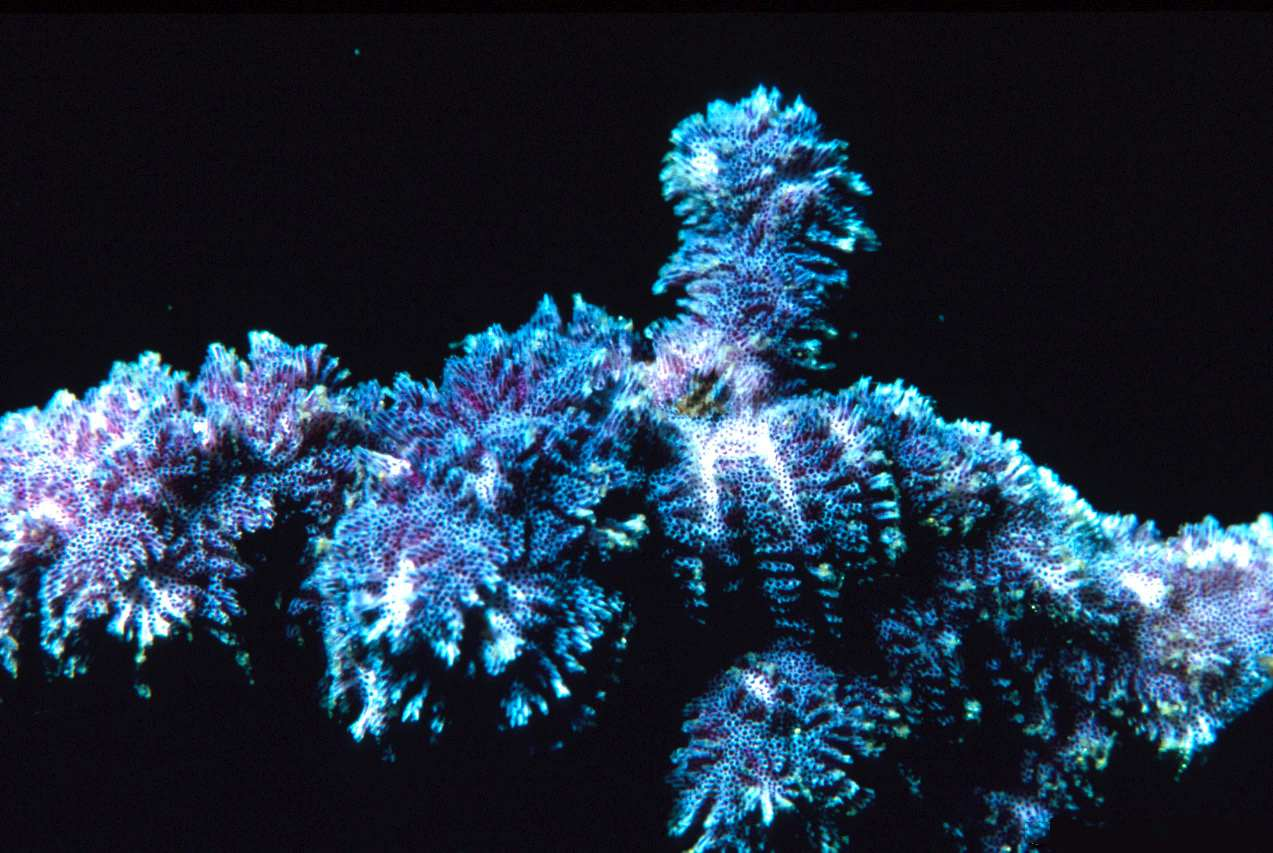